# Hycleus mubukuensis
Hycleus mubukuensis es una especie de coleóptero de la familia Meloidae.

## Distribución geográfica
Habita en Uganda.